# Helmut Zirngibl
Helmut Zirngibl (* 1930er Jahre) ist ein ehemaliger deutscher Radrennfahrer aus der DDR, der im Straßenradsport aktiv war.

## Sportliche Laufbahn
Zirngibl gewann 1954 mit der Mannschaft des SC Rotation Leipzig die Bronzemedaille im Mannschaftszeitfahren der DDR-Meisterschaften. In derselben Disziplin wurde er mit dem SC DHfK Leipzig DDR-Meister 1957, als die Meisterschaft zum letzten Mal mit sechs Fahrern bestritten wurde. Bei der DDR-Rundfahrt 1955 wurde er Gesamtsechzehnter, bei der DDR-Rundfahrt 1959 Gesamtsiebter. Er startete bei der DDR-Rundfahrt 1961, bei der er Vierter der 7. Etappe wurde und der DDR-Rundfahrt 1962, bei der er Zweiter der 1. Etappe wurde, für den ASK Vorwärts Leipzig. 1961 wurde er als Mitglied der Mannschaft ASK Vorwärts Leipzig I beim Sieg von Gustav-Adolf Schur 12. der Gesamtwertung. Bei der Polen-Rundfahrt 1956 belegte er auf der 5. Etappe Żary–Poznań und bei der Neuseen Classics – Rund um die Braunkohle 1960 den sechsten Platz.

## Erfolge
1954
- DDR-Meisterschaften – Mannschaftszeitfahren (mit Martin Naumann, Gerhard Löffler, Rolf Töpfer, Dieter Nestler, Erich Barth)

1957
- DDR-Meister – Mannschaftszeitfahren (mit Wolfgang Grabo, Erich Hagen, Roland Henning, Gustav-Adolf Schur, Rolf Töpfer)